# Анджей Гахула
Анджей Гахула (пол. Andrzej Hachuła; 6 серпня 1960, Катовиці — 5 листопада 2024) — польський хокеїст, що грав на позиції центрального нападника, зокрема, за збірну команду Польщі.

## Ігрова кар'єра
Професійну хокейну кар'єру розпочав 1984 року.
Протягом професійної клубної ігрової кар'єри, що тривала 14 років, захищав кольори команд «Напшуд Янув», «КТХ Криниця», ГКС (Катовіце). Завершив кар'єру гравця в Німеччині. 
У складі національної збірної Польщі виступав з 1983 по 1986 роки, брав участь в зимовій Олімпіаді 1984 року.